# Sigurðaralda
Sigurðaralda är en kulle i republiken Island. Den ligger i regionen Austurland, 300 km öster om huvudstaden Reykjavík. Toppen på Sigurðaralda är 678 meter över havet, eller 56 meter över den omgivande terrängen. Bredden vid basen är 2,1 km.
Trakten runt Sigurðaralda är nära nog obefolkad, med mindre än två invånare per kvadratkilometer. Det finns inga samhällen i närheten. Trakten runt Sigurðaralda består i huvudsak av gräsmarker.